# Delia duplicipectina
Delia duplicipectina este o specie de muște din genul Delia, familia Anthomyiidae, descrisă de Fan în anul 1993.
Este endemică în Sichuan. Conform Catalogue of Life specia Delia duplicipectina nu are subspecii cunoscute.